# Liao Fan
Liao Fan (chiń. 廖凡; ur. 14 lutego 1974 w Changsha) – chiński aktor filmowy i telewizyjny. Laureat Srebrnego Niedźwiedzia dla najlepszego aktora na 64. MFF w Berlinie za rolę w filmie Czarny węgiel, kruchy lód (2014) Diao Yinana. Wystąpił również w takich filmach, jak m.in. Ostatnia bitwa (2007) Fenga Xiaoganga, Niech zatańczą kule (2010) Jianga Wena, Najczystszy jest popiół (2018) Jia Zhangkego czy Jezioro dzikich gęsi (2019) Diao Yinana.